# Prosoplus densepuncticollis
Prosoplus densepuncticollis är en skalbaggsart som beskrevs av Stefan von Breuning 1969. Prosoplus densepuncticollis ingår i släktet Prosoplus och familjen långhorningar. Inga underarter finns listade i Catalogue of Life.